# Adiantum fragile
Adiantum fragile är en kantbräkenväxtart som beskrevs av Olof Peter Swartz. Adiantum fragile ingår i släktet Adiantum och familjen Pteridaceae. Utöver nominatformen finns också underarten A. f. rigidulum.